# Elasmus minnehaha
Elasmus minnehaha är en stekelart som beskrevs av Girault 1913. Elasmus minnehaha ingår i släktet Elasmus och familjen finglanssteklar. Inga underarter finns listade i Catalogue of Life.